# Satrapia de Tràcia
La satrapia de Tràcia (en grec antic Σκύδρα 'Skudra') era un territori de la Pèrsia aquemènida que va existir entre els anys 512 aC i 479 aC. La darrera possessió persa del territori es va perdre l'any 476 aC. Es creu que ocupava les regions de Tràcia i Macedònia, encara que els límits són imprecisos. Sota un rei local anomenat Amintes, era una satrapia autònoma. Arribava teòricament fins al riu Danubi.
L'any 513 aC Darios I el Gran de Pèrsia va creuar el Bòsfor amb un exèrcit en persecució dels escites. Es va introduir al país sense trobar oposició. Els grecs el van haver d'acompanyar fins al Danubi, i entre ells el jove Milcíades, futur heroi de Marató, que llavors governava el Quersonès Traci (com abans havia fet el seu oncle) i estava casat amb la filla d'un rei de Tràcia. Quan Darios va tornar, va passar per l'Hel·lespont i va creuar a Sestos, va erigir una fortalesa a Dorisc, prop de la boca del riu Hebros.
Megabazos, sàtrapa de Dascilios, va ser enviat a sotmetre Tràcia amb 80.000 homes, i va iniciar la conquesta assetjant Perint, que havia patit els atacs dels peons, i la va ocupar. Després d'això tot el país (de fet només a la zona costanera) es va sotmetre als perses. El sàtrapa va arribar fins al riu Estrímon, segons se sap per la concessió que va fer Darios d'un districte de la zona a Histieu, que hi va fundar la ciutat de Murcinos.
Quan Megabazos va retornar a Àsia acompanyat de part de l'exèrcit (o potser de tot) el país es va perdre. Els peons van passar a Frígia creuant l'Estrímon. Els jonis es van revoltar l'any 498 aC i van conquerir Bizanci i les altres ciutats. Aquest període coincideix amb les invasions escites que van arribar fins al Quersonès, d'on Milcíades va haver de fugir. La Revolta Jònica va ser sufocada el 493 aC i la flota fenícia va anar a l'Hel·lespont i va posar tot el país sota domini persa. Només la ciutat de Càrdia va resistir i els perses no la van poder sotmetre ni conquerir. Milcíades es va escapar del Quersonès cap a Atenes.
L'any 492 aC Mardoni amb un exèrcit va creuar l'Hel·lespont i va avançar cap a Macedònia, però els soldats van patir atacs tracis per terra i la flota va ser destruïda en part vora la muntanya d'Atos. Els grecs ocupaven llavors l'oest de l'Estrímon, però van abandonar la regió i se'n van anar a Àsia.
L'any 480 aC Xerxes, amb el seu exèrcit, va creuar l'Hel·lespont pels ponts que creuaven d'Abidos a Sestos. Heròdot explica la marxa. Després de la batalla de Salamina, Xerxes i 60000 homes es van retirar per Tràcia i sembla que ningú no els va inquietar. L'any següent (479 aC) el sàtrapa Artabazos amb 40000 homes (les restes de l'exèrcit persa) va passar per Tessàlia, Macedònia i Tràcia però no va destruir les ciutats gregues i va perdre bona part dels seus homes per cansament, gana i els atacs dels tracis, fins que finalment va arribar a Bizanci.
Els grecs van aprofitar el moment i van sotmetre Tràcia (excepte Dorisc) expulsant els pocs perses que restaven. Després de la batalla de Mícale la flota grega va seguir a l'Hel·lespont on els atenencs van posar setge a Sestos, ocupada el 478 aC. El 477 aC l'espartà Pausànias va ocupar Bizanci. El 476 aC, després d'una llarga resistència, va caure a les mans de Cimó II d'Atenes la ciutat d'Eion i el governador persa es va suïcidar després de matar la seva família. Els perses van perdre així la seva darrera possessió europea i les colònies gregues es van poder recuperar; la majoria van quedar sota influència d'Atenes.